# Dhanwar
Dhanwar là một thị trấn thống kê (census town) của quận Giridih thuộc bang Jharkhand, Ấn Độ.

## Địa lý
Dhanwar có vị trí 24°25′B 85°59′Đ / 24,42°B 85,98°Đ Nó có độ cao trung bình là 336 mét (1102 feet).

## Nhân khẩu
Theo điều tra dân số năm 2001 của Ấn Độ, Dhanwar có dân số 7935 người. Phái nam chiếm 51% tổng số dân và phái nữ chiếm 49%. Dhanwar có tỷ lệ 64% biết đọc biết viết, cao hơn tỷ lệ trung bình toàn quốc là 59,5%: tỷ lệ cho phái nam là 73%, và tỷ lệ cho phái nữ là 55%. Tại Dhanwar, 16% dân số nhỏ hơn 6 tuổi.